# Smithville (Texas)
Pour les articles homonymes, voir Smithville.
Smithville est une ville du comté de Bastrop au Texas. Elle a été fondée en 1827.
La population était de 3 817 habitants en 2010. Arrosée par le Colorado, Smithville fait partie de l'agglomération d'Austin.